# Абісофобні мінерали
Мінерали абісофобні (рос. минералы абиссофобные, англ. abyssophobe minerals; нім. abyssophobe Minerale n pl) — мінерали, не стійкі на великих глибинах внаслідок того, що розкладаються там вуглекислотою (наприклад, силікати кальцію, воластоніт та ін.), а також внаслідок процесів відновлення, окиснення та ін. Від грецьк. «абіссос» — безодня і «фобео» — боюся (Д.С. Коржинський, 1940).